# 코크 시티 FC
코크 시티 FC(Cork City FC)는 아일랜드에 있는 코크를 연고로 하는 축구 클럽이다. 이 팀은 1984년에 창단되었으며, 현재 FAI 프리미어디비전에 참가하고 있다.

## 선수 명단

### 현역
참고: FIFA 자격 규정에 따라 소속된 국가대표팀 국기를 표시합니다. 선수는 복수의 FIFA 비회원국 국적을 가지고 있을 수 있습니다.
| 번호 | 포지션 | 국적       | 이름            |
| ---- | ------ | ---------- | --------------- |
| 1    | GK     | 잉글랜드   | 브래들리 웨이드 |
| 4    | MF     | 아일랜드   | 시안 콜먼       |
| 6    | MF     | 아일랜드   | 그렉 볼거       |
| 7    | MF     |            | 말릭 다익스틸   |
| 8    | MF     | 북아일랜드 | 에반 맥로린     |
| 13   | GK     | 잉글랜드   | 에이단 다울링   |
| 18   | DF     | 잉글랜드   | 니얼 브록웰     |

| 번호 | 포지션 | 국적 | 이름 |
| ---- | ------ | ---- | ---- |

## 역대 감독
| 감독        | 임기 |
| ----------- | ---- |
| 보비 탬블링 | 1984 |

틀:코크 시티 FC 선수 명단